# 대학초등학교
대학초등학교는 대한민국 경상남도 창녕군 대지면 학동길 18 (본초리)에 있었던 초등학교이다.

## 연혁
- 1946년 11월 11일 대학공립국민학교 개교
- 1949년 7월 20일 제1회 졸업식
- 1985년 9월 1일 병설유치원 개원
- 1996년 3월 1일 대학초등학교로 개칭
- 1996년 3월 4일 학교 급식 운영
- 1999년 9월 1일 대지초등학교로 병합